# Alberga järnvägsstation

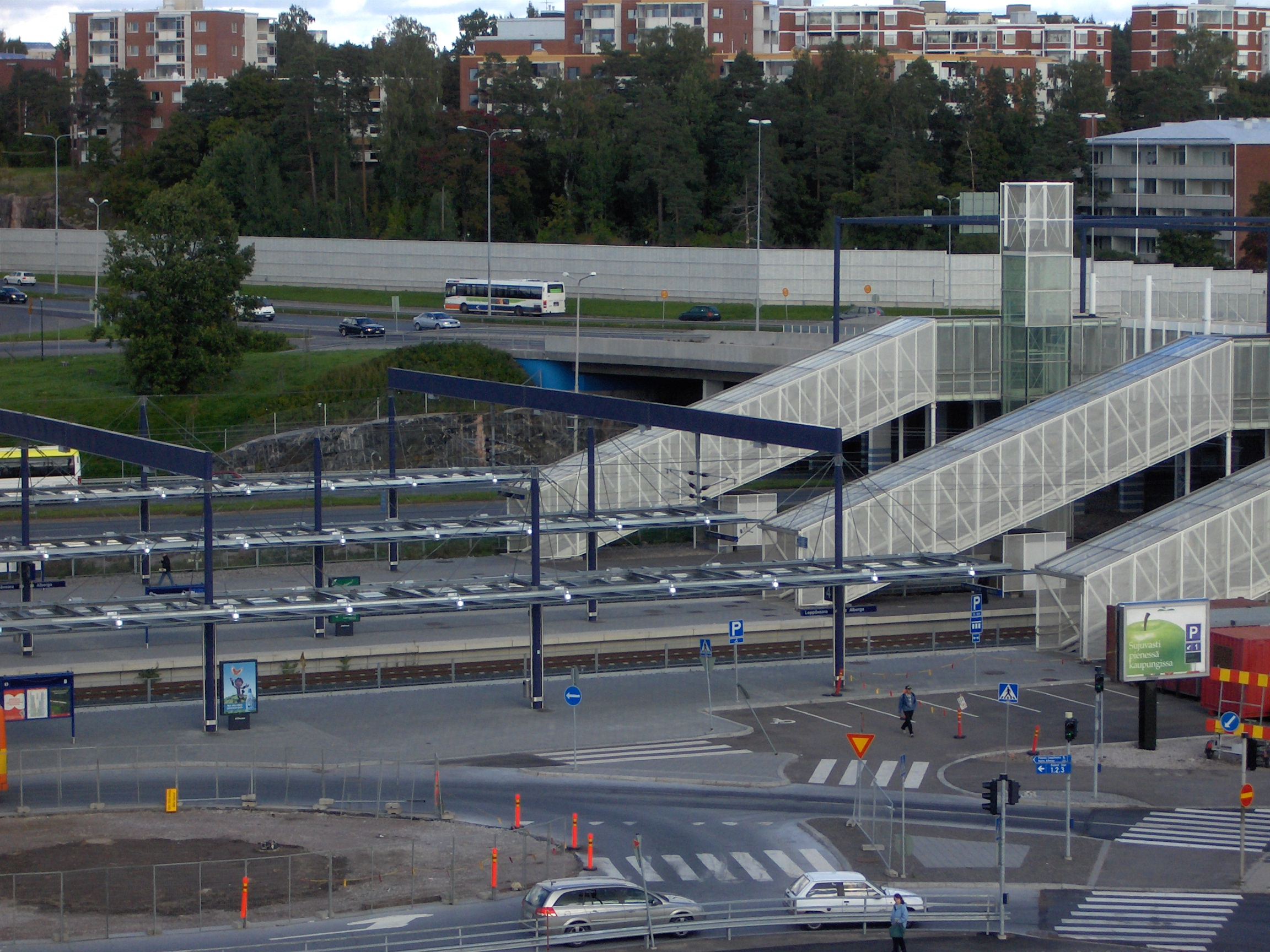
Alberga järnvägsstation i Esbo.

Alberga järnvägsstation är en järnvägsstation på Kustbanan Åbo-Helsingfors och Alberga stadsbana i den finländska staden Esbo i stadsdelen Alberga. Järnvägsstationen ligger cirka 11 kilometer från Helsingfors järnvägsstation, mellan järnvägsstationerna Mäkkylä och Kilo. Stationen öppnades 1903. Den första stationsbyggnaden stod färdig 1907 men revs hösten 1999.
Vid Alberga järnvägsstation stannar alla huvudstadsregionens närtrafiks närtåg från Helsingfors till Esbo centrum, Kyrkslätt och Sjundeå.